# Dasycercus cristicauda
Espèce
Statut de conservation UICN

 NT  : Quasi menacé
Le rat marsupial à queue crêtée est un marsupial qui vit en Australie : au Queensland, en Australie-Occidentale et dans le Territoire du Nord. Selon l'UICN son territoire est fragmenté et ses populations réduites. Il souffre de la concurrence par les herbivores introduits et de la prédation par des espèces exogènes comme les chats et les chiens.